# Поль-Франсуа Фукар
Поль-Франсуа Фукар (фр. Paul François Foucart; 1836—1926) — французький археолог.

## З біографії
Обіймав посаду викладача в ліцеях Карла Великого і Бонапарта (1868—1870). З 1874 року читав в Collège de France курс грецьких старожитностей та епіграфіки, а з 1877 року зайняв там посаду професора. Наступного року обраний членом академії написів, а в 1879 році призначений директором афінської школи, і лише 1890 року знову посів посаду професора Collège de France.
Член-кореспондент Петербурзької Академії наук з 4 грудня 1893 року з історико-філологічного відділення (розряд класичної філології та археології).

## Науковий доробок
- «Inscriptions recueillies à Delphes» (1866);
- «Mémoires sur les ruines et l ' histoire de Delphes» (1868);
- «Mémoire sur l affranchissement des ésclaves par forme de vente à une divinité» (1867);
- «Des associations religieuses chez les Grecs» (1873);
- «Mélanges d épigraphie grecque» (1881).